# 15 avril 1933
Le samedi 15 avril 1933 est le 105e jour de l'année 1933.

## Naissances
- Évelyne Golhen, joueuse de basket-ball française
- Živojin Pavlović (mort le 29 novembre 1998), réalisateur, un écrivain et un peintre serbe
- David Hamilton (mort le 25 novembre 2016), photographe et réalisateur britannique
- David Martin (mort le 10 août 1990), Gouverneur de la Nouvelle-Galles du Sud, né en 1933
- Elizabeth Montgomery (morte le 18 mai 1995), actrice américaine
- Jean Métral (mort le 15 mai 2002), sociologue français du monde arabe
- Kōji Yada (mort le 1er mai 2014), seiyū japonais
- Máximo Alcócer (mort le 13 mai 2014), joueur de football bolivien
- Norman F. Ness, géophysicien et astrophysicien américain
- Roy Clark, chanteur et acteur américain

## Décès
- Constant Verlot (né le 21 février 1876), personnalité politique française
- Dietlof von Arnim-Boitzenburg (né le 22 août 1867), personnalité politique allemande
- Fernand Rabier (né le 23 juillet 1855), personnalité politique française
- George Saling (né le 24 juillet 1909), athlète américain